# Lasioglossum leptorhynchum
Lasioglossum leptorhynchum är en biart som först beskrevs av Blüthgen 1931.  Lasioglossum leptorhynchum ingår i släktet smalbin, och familjen vägbin. Inga underarter finns listade i Catalogue of Life.